# Bagginoides
Bagginoides es un género de foraminífero bentónico de la subfamilia Pallaimorphininae, de la familia Chilostomellidae, de la superfamilia Chilostomelloidea, del suborden Rotaliina y del orden Rotaliida. Su especie tipo es Discorbis? quadrilobus. Su rango cronoestratigráfico abarca desde el Albiense (Cretácico inferior) hasta el Maastrichtiense inferior (Cretácico superior).

## Clasificación
Bagginoides incluye a las siguientes especies:
- Bagginoides quadrilobus †